# Heiner Stadler
Heiner Stadler (Pilsting, 28 de novembre 1948) és un periodista i director de cinema i de televisió alemany. Des de 2004 és professor a la Universitat de Televisió i Cinema de Múnic (HFF).

## Biografia
Després de graduar-se a l'escola secundària el 1969 a Straubing, Stadler va treballar inicialment com a reporter per a Straubinger Tagblatt. Del 1969 al 1971 va estudiar història de l'art i periodisme a la Ludwig-Maximilians-Universität (LMU) de Múnic, i de 1971 a 1975 a l'HFF. Entre 1976 i 1978 va ensenyar fotografia i cinema al Col·legi Estatal d'Educació Artística de Múnic. Després va treballar com a càmera autònom, i des de 1982 també com a director i productor amb tasques docents al Departament IV de l'HFF(periodisme de cinema documental i televisió) i a l'Escola Internacional de Cinema de Colònia.
Va guanyar el Premi al millor guió al XVIII Festival Internacional de Cinema Fantàstic de Sitges per King Kongs Faust.

## Exposicions
El 1992 Licht&Ton (una companyia de CineMedia Film) va mostrar l'exposició individual "Filmbilder" a Múnic, el 2001 la Seidlvilla "Foto-Filme" de Múnic, el 2001 el Filmmuseum Munich va mostrar una retrospectiva de Stadler, el 2002 el Museu Etnològic de Berlín també una retrospectiva. Stadler va estar representat a les exposicions col·lectives "Unterwegs" l'any 2000 a Seidlvilla de Múnic, "The American Effect" el 2003 al Whitney Museum of American Art i el 2003 a la sèrie d'esdeveniments "OP 13" a Múnic (Schwabinger Hinterhofkino).
El 2011 Stadler fou comissari de l'exposició Subjektiv. Dokumentarfilm im 21. Jahrhundert.

## Filmografia
- 1985 : King Kongs Faust
- 1992 : Das Ende einer Reise
- 1994 : Hannibal
- 1996 : Kriegsbilder
- 2002 : Essen, schlafen, keine Frauen
- 2007 : Der Prospektor